# Жуан-Лисбоа

Жуан-Лисбоа на карте штата.

Жуан-Лисбоа (порт. João Lisboa) — муниципалитет в Бразилии, входит в штат Мараньян. Составная часть мезорегиона Запад штата Мараньян. Входит в экономико-статистический микрорегион Императрис. Население составляет 20 381 человек на 2010 год. Занимает площадь 1135,211 км². Плотность населения — 17,95 чел./км².

## Демография
Согласно сведениям, собранным в ходе переписи 2010 г. Национальным институтом географии и статистики (IBGE), население муниципалитета составляет:
| Полное население                               | Полное население                               | Полное население                               | Полное население                               | 20 381 |
| ---------------------------------------------- | ---------------------------------------------- | ---------------------------------------------- | ---------------------------------------------- | ------ |
| в том числе:                                   | Городское население                            | 15 336                                         | Процент городского населения, %                | 75,25  |
|                                                | Сельское население                             | 5045                                           | Процент сельского населения, %                 | 24,75  |
|                                                | Мужское население                              | 9977                                           | Процент мужского населения, %                  | 48,95  |
|                                                | Женское население                              | 10 404                                         | Процент женского населения, %                  | 51,05  |
| Плотность населения, чел/км²                   | Плотность населения, чел/км²                   | Плотность населения, чел/км²                   | Плотность населения, чел/км²                   | 17,95  |
| Население муниципалитета в % к населению штата | Население муниципалитета в % к населению штата | Население муниципалитета в % к населению штата | Население муниципалитета в % к населению штата | 0,31   |

По данным оценки 2016 года, население муниципалитета составляет 23 232 жителя.

## История
Город основан 22 декабря 1961 года. 

## Статистика
- Валовой внутренний продукт на 2003 год составляет 40 064 058,00 реалов (данные: Бразильский институт географии и статистики).
- Валовой внутренний продукт на душу населения на 2003 год составляет 1860,24 реалов (данные: Бразильский институт географии и статистики).
- Индекс развития человеческого потенциала на 2000 год составляет 0,630 (данные: Программа развития ООН).